# Rodrigueziella jucunda
Rodrigueziella jucunda là một loài thực vật có hoa trong họ Lan. Loài này được (Rchb.f.) Garay miêu tả khoa học đầu tiên năm 1973.